# 龍王龍屬
龍王龍屬（學名：Dracorex）是厚頭龍科下的一屬恐龍，生存於上白堊紀的北美洲。模式種是霍格華茲龍王龍（D. hogwartsia），學名意思是「霍格華茲的龍王」。正模標本（編號2004.17.1）是一個接近完整的頭顱骨及4節頸椎，即第一節、第三節、第九節及第八節頸椎。這些化石都是從美國的南達科他州的海爾河組發現的，由三個來自美國艾奥瓦州蘇城的業餘古生物學家所發現。這個頭顱骨後來於2004年捐贈與印第安那兒童博物館研究，並由羅伯特·巴克（Robert Bakker）等人於2006年命名的。龍王龍標本較少，其分佈範圍和霸王龍、三角龍重合。
龍王龍是草食性動物，頭顱骨上具有尖角及腫塊，有長的口鼻部。龍王龍有發展完好的上顳孔（Supratemporal fenestrae）及厚的扁平頭顱骨，而非厚頭龍科的圓顱頂。此外，牠亦有大量的皮內成骨，形成大量的結節、小角及尖刺等，以不規則的形式排列。除了上述之外，龍王龍很像冥河龍。龍王龍可能是冥河龍和腫頭龍的幼年體或者雌性個體。

## 特徵

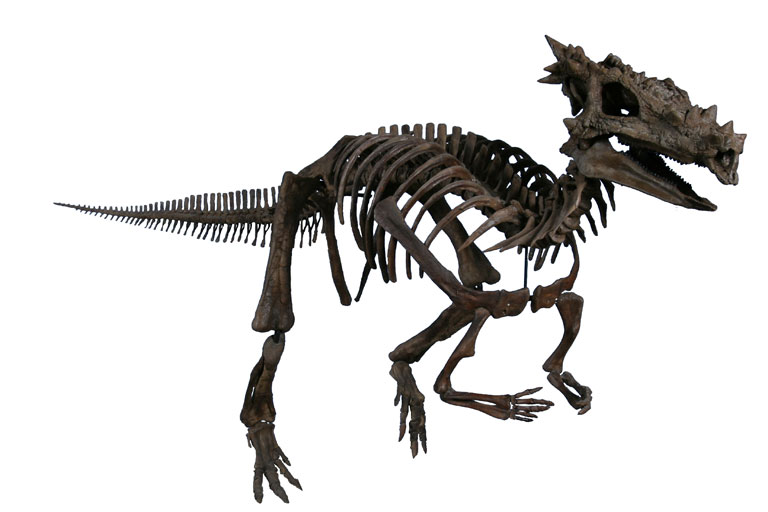
龍王龍的骨架模型，位於印第安那兒童博物館

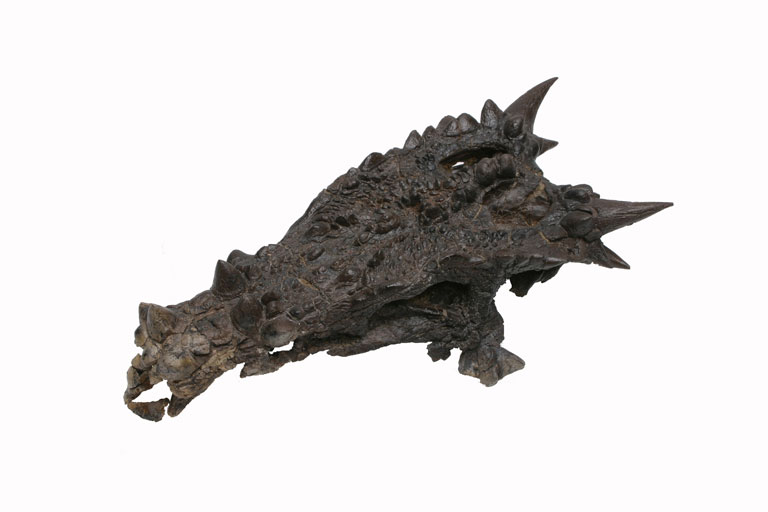
正模標本的頭顱骨

在厚頭龍科中，生存於亞洲的物種包含了一些平頭恐龍，如平頭龍、飾頭龍及巖寺皖南龍。但是在發現龍王龍之前，北美洲的半平頭物種只有劍角龍，而其化石更只有幼體。
除了結節、扁平頭顱骨以外，龍王龍最顯著的特徵是一對大、沒有閉合的上顳孔。上顳孔的長度與寬度都比平頭龍及飾頭龍的上顳孔為大。只有皖南龍的頭顱骨碎片，有比龍王龍更大的上顳孔。原始主龍類也具有這種巨大的上顳孔，而厚頭龍下目多失去這種特徵。
如果大型上顳孔是較原始的形態，那龍王龍的顳部是較其他厚頭龍下目為原始。但是羅伯特·蘇利文（Robert Sullivan）證實了最古老的厚頭龍類是圓顱頂的，而扁平顱頂的形態是在後期出現的。蘇利文提出圓顱頂才是厚頭龍下目的原始特徵，並且在後來的演化過程中，演化出非圓顱頂或平顱頂的特徵，以及上顳孔的重新出現。另外，劍角龍曾被認為是圓顱頂及扁平顱頂之間的過渡物種，可見在一些物種中出現了特徵的重新出現，包括扁平顱頂及張開的上顳孔等。
龍王龍的標本很有可能是年輕的成年體。但是，根據中間頸椎的骨化程度，牠可能已經接近成熟。牠約有3米長。

## 分類爭議

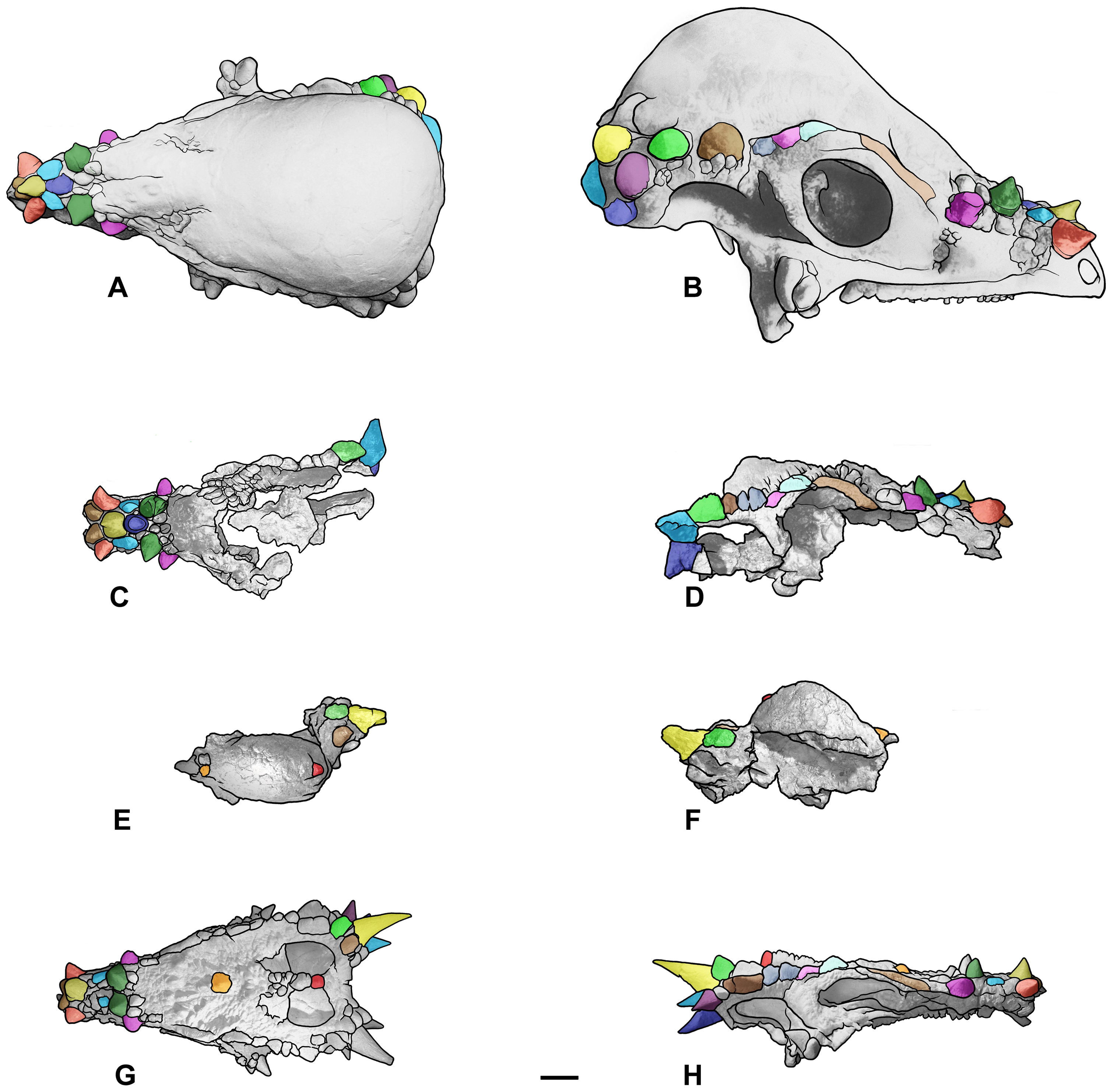
厚頭龍類的顱骨比較圖。成年厚頭龍（上排）、幼年厚頭龍（二排）、冥河龍（三排）、龍王龍（下排）

龍王龍可能是個顱頂與頭角發展未完全的冥河龍或厚頭龍，或者是冥河龍或厚頭龍的未成年或雌性個體。在2007年度的古脊椎動物學會會議中，蒙大拿州立大學的傑克·霍納（Jack Horner）提出新理論，指出龍王龍與冥河龍是厚頭龍的幼年個體。蒙大拿州立大學的傑克·霍納（Jack Horner）等人研究了龍王龍唯一標本的顱骨，發現該化石可能是冥河龍的幼年個體。此外，他還指出冥河龍與龍王龍兩者有可能都是厚頭龍的幼年個體。在2009年，傑克·霍納與M.B. Goodwin發表正式研究，比較這三個物種的顱頂形狀、尖刺與骨瘤的分佈，認為這些頭顱骨差異可能跟年齡、性別有關。傑克·霍納等人表示，冥河龍、龍王龍的標本都是幼年個體，而厚頭龍的標本則都是成年個體。另外，這三個屬生存於相同時期的相同地區，使這些科學家更推測牠們是同一物種的不同成長階段，而在成長過程中，尖刺、骨瘤停止成長、顱頂增厚，形成厚頭龍的顱頂形狀。在2010年，尼克·朗里奇（Nick Longrich）等人也提出類似的研究結果，他們認為顱頂平坦的厚頭龍類，其實是圓顱頂的厚頭龍類的幼年個體，平頭龍、飾頭龍其實都是其他屬的幼年個體。

## 命名

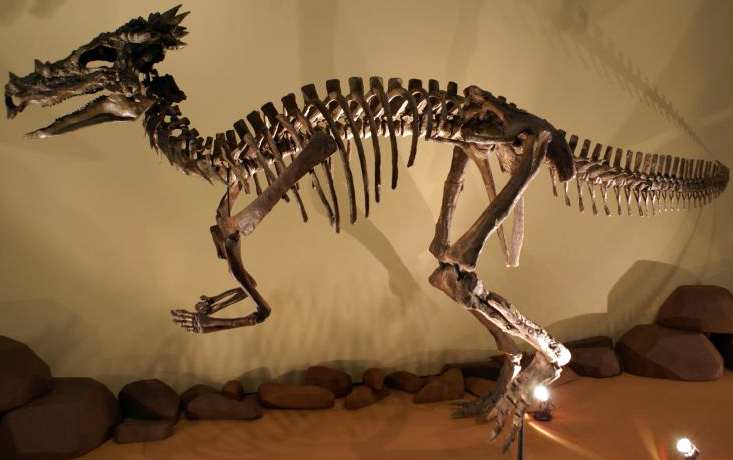
龍王龍的骨架模型，位於印第安那兒童博物館

龍王龍的模式種名為霍格華茲龍王龍（D. hogwartsia），其命名是由年幼的印第安那兒童博物館參觀者所啟發，並紀念龍及J·K·羅琳所著《哈利·波特》中的霍格華茲魔法與巫術學院。

## 大眾文化
龍王龍曾出現在科幻影集《遠古入侵》中，一隻白堊紀的龍王龍穿梭時空，來到中世紀的英格蘭，一位騎士以為牠是西方傳說中的龍，並企圖殺死牠。

## 外部連結
- 印第安那兒童博物館
- 霍格華茲龍王龍的照片
- 龍王龍的顱骨3D圖片 （页面存档备份，存于） PrehistoricPlanet.com